# Hinter Gittern/Staffel 7
Dieser Artikel enthält alle Episoden der siebten Staffel der deutschen Fernsehserie Hinter Gittern, sortiert nach der Erstausstrahlung. Sie wurden vom 19. Februar 2001 bis zum 10. September 2001 auf dem deutschen Sender RTL gesendet.

## Episoden
| Nr. (ges.) | Nr. (St.) | Originaltitel          | Zusammenfassung | Erstausstrahlung D |
| ---------- | --------- | ---------------------- | --- | ------------------ |
| 151        | 1         | Machtkämpfe            | Walter verliert an Ansehen auf der Station. Ein Kampf zwischen Walter und Mel soll entscheiden, wer der neue Boss auf Station B wird. Durch unfaire Mittel gewinnt Mel den Kampf eindeutig. | 19. Feb. 2001      |
| 152        | 2         | Pirouetten             | Elke wird eifersüchtig, als sie erfährt, dass Tom und Denise ihre Trainingszeiten für gemeinsame Stunden zu zweit ausnutzen. | 26. Feb. 2001      |
| 153        | 3         | Gefährliche Schwestern | Martina und Mareike Vattke stiften Unruhe auf der Station B. Melanie kommt unschuldig nach Prekow. Anna sorgt sich um Lilli. | 5. März 2001       |
| 154        | 4         | Lust und Sühne         | Jutta und Jörg fällt es schwer ihre Affäre zu vertuschen. | 12. März 2001      |
| 155        | 5         | Die schwarze Witwe     | Anna bringt bei einem Freigang kaltblütig ihren Geliebten Lutz um. Nur Uschi weiß von ihrer Tat. | 19. März 2001      |
| 156        | 6         | Verpatzte Kür          | Ilse versucht sich als Autorin. Denise wird von Baumann vergewaltigt, doch niemand glaubt ihr. Kittler wird zur einvernehmlichen Kündigung in beiderseitigem Einverständnis gezwungen, da er sich nur so ein drohendes Disziplinarverfahren wegen Fluchthilfe für die Vattkes ersparen kann | 26. März 2001      |
| 157        | 7         | Höhen und Tiefen       | Die Vattkes sperren Walter im Keller ein und lassen es so aussehen, als sei Walter die Flucht aus Reutlitz gelungen. Ilse wird erfolgreiche Autorin und verleugnet deshalb ihren eigenen Ehemann. | 2. Apr. 2001       |
| 158        | 8         | Lebendig begraben      | Bea schafft es in letzter Minute Walter aus ihrem Versteck zu retten. | 9. Apr. 2001       |
| 159        | 9         | Ganz in Weiß           | Jutta und Jörg heiraten in Reutlitz. Zu diesem Fest kommt Silke zu Besuch und wird Juttas Trauzeugin. | 23. Apr. 2001      |
| 160        | 10        | Durchgeknallt          | Bei einem Freigang begeht Anna einen weiteren Mord. Dies führt dazu, dass Uschi sich ernsthafte Gedanken um Annas psychischen Zustand macht. Uschis Ermittlungen führen dazu, dass Anna es schafft Uschi für unzurechnungsfähig erklären zu lassen, woraufhin Uschi wieder in die Psychiatrie muss. Simone bringt ihren Freier im Affekt um.                                                                 | 30. Apr. 2001      |
| 161        | 11        | Starke Frauen          | Simone wird in Reutlitz inhaftiert und muss dort mit den Schikanen der anderen Insassinnen und Jutta fertigwerden. Die Nonne Ruth hilft ihr dabei. Mareike Vattke vergewaltigt Tom Weber. | 14. Mai 2001       |
| 162        | 12        | Unzertrennlich         | Als Martina vermehrt Zeit mit Dr. Stein verbringt, plagt Mareike die Eifersucht, sodass sie einen Selbstmordversuch vortäuscht um Martina ein schlechtes Gewissen zu machen. Peter startet eine Intrige gegen Jörg. Elke bezieht Tom in ihre krummen Geschäfte mit ein. | 21. Mai 2001       |
| 163        | 13        | Reutlitz Pauschal      | Die Millionärsgatten Wildhagen erpressen Elke und Tom und lassen sich unter falscher Identität in die JVA als Insassin und Schließer einliefern, um ihre Beziehung aufzufrischen. Walter bekommt die Genehmigung, von Bea an deren Geburtstag besucht zu werden. Während des Besuchs verliert Bea ihr Augenlicht, woraufhin sie ins Krankenhaus eingeliefert wird. dort wird ein Gehirntumor diagnostiziert. | 11. Juni 2001      |
| 164        | 14        | Gottes Wege            | Walter versucht die Anstaltsleitung für eine Besuchserlaubnis bei Bea im Krankenhaus zu erpressen. Zu diesem Zweck nimmt sie Nonne Ruth in der Gärtnerei als Geisel. Die ehemalige Schließerin Silke Jakoby wird überraschenderweise nach Reutlitz als Insassin eingeliefert. | 18. Juni 2001      |
| 165        | 15        | Verbotene Frucht       | Denise wird von Jörg schwanger, der ihr jedoch Tabletten unterschiebt, woraufhin sie ihr Baby verliert. Jutta erfährt davon, vertuscht dies jedoch um ihren Mann zu schützen. | 25. Juni 2001      |
| 166        | 16        | Tragische Irrtümer     | Jutta degradiert Birgit und befördert gleichzeitig Jörg zum stellvertretenden Anstaltsleiter. Daraufhin greift Birgit zu illegalen Mitteln, indem sie Fluchthilfe für Silke leistet, um es Jörg unterzuschieben. Als Jutta glaubt, Martina Vattke wäre die geflohene Insassin, erschießt Jutta Silke, um sie zu stoppen. Silke bezahlt dies mit ihrem Leben.                                                 | 2. Juli 2001       |
| 167        | 17        | Käufliche Liebe        | Jörg intrigiert gegen die Beziehung von Simone und Helmut. Elke verdient ihr Geld mit Pferderennen unter den Insassinnen. Ein Liebeswagen sorgt für positive Aufruhr bei den Gefangenen. | 9. Juli 2001       |
| 168        | 18        | Sucht und Sehnsucht    | Martinas Beziehung zu Christoph führt zu einem großen Streit zwischen den Geschwistern Vattke. Elke expandiert ihre Pferdewetten und verbündet sich mit Mareike. | 16. Juli 2001      |
| 169        | 19        | Fromme Finte           | Walter und Ruth gelingt es Elkes von den Frauen erbeutetes Geld wieder zu bekommen. Bei einer Ausführung nähern Anna und Horst sich an. Simone erzählt ihrem Sohn die Wahrheit. | 23. Juli 2001      |
| 170        | 20        | Lust auf Liebe         | Jörg versucht Denise dazu zu zwingen, sich als Hure zu verdingen, doch Puffmutter Simone stellt sich auf ihre Seite und macht Jörg einen Strich durch die Rechnung. Jeanette hingegen steigt in das horizontale Gewerbe mit ein, um auf diese Art ihre Libido besänftigen zu können. Horst macht Anna ein Liebesgeständnis.                                                                                  | 30. Juli 2001      |
| 171        | 21        | Wahnsinnig verliebt    | In Annas Wahn bringt Anna trotz Uschis Unternehmungen Horst Dahnke um. Denise beschafft sich Geld für ihre Trainerin, indem sie für Mareike Drogen schmuggelt. | 6. Aug. 2001       |
| 172        | 22        | Die Totmacherin        | Als Horsts Leiche gefunden wird, wird Uschi verdächtigt und für verrückt gehalten. Doch Anna wird als wahre Täterin entlarvt. Melanie dreht den Spieß um und lässt Mareike spüren, dass sie wieder ganz die Alte ist. | 13. Aug. 2001      |
| 173        | 23        | Zertrümmerte Träume    | Anna wird in eine psychiatrische Klinik gebracht. Wegen des Verrats an Mareike zertrümmert Martina Denises Knie mit einer Hantel. Ein anschließender Krankenhausaufenthalt ist unumgänglich. | 20. Aug. 2001      |
| 174        | 24        | Krieg                  | Das Attentat auf Denise führt zu einer großen Aufruhr unter den Gefangenen, die sich in zwei Lager gespalten haben. Es endet schließlich in einer großen Prügelei, bei der Svea nach einem tragischen Unfall stirbt. | 27. Aug. 2001      |
| 175        | 25        | Endlich vereint        | Jörg verhindert, dass Walter sich mit Bea treffen kann. Denise leidet darunter, dass sie aufgrund der Verletzung nie wieder Leistungssport betreiben kann. Elke schafft es Dr. Kaltenbach zu überzeugen, dass Tom nicht der richtige für den Posten des stellvertretenden Leiters in Preekow ist. Daraufhin kommen sich Elke und Tom so nah wie nie zuvor.                                                   | 3. Sep. 2001       |
| 176        | 26        | Der große Knall        | Mit Hilfe von Denise will Walter Jörgs Zuhälterei auffliegen lassen. Doch dieser lockt Walter und Bea in eine Falle, schließt Bea und Walter in den Liebeswagen und sprengt diesen in die Luft. | 10. Sep. 2001      |

## Besetzung
Die Besetzung von Hinter Gittern trat in der siebten Staffel folgendermaßen in Erscheinung:

### Insassinnen
| Rollenname                | Schauspieler             | Folgen                                      | Anzahl    | Bemerkungen und Rollenentwicklung in Staffel 7 |
| ------------------------- | ------------------------ | ------------------------------------------- | --------- | --- |
| Tina Stein                | Martina Baumann          | 151–176                                     | 26 Folgen | Kleinrolle |
| Christine „Walter“ Walter | Katy Karrenbauer         | 151–154, 157–160, 163–170, 173–176          | 20 Folgen | Rädelsführerin in der JVA. Freundin von Bea. Erkämpft sich ihren Ruf auf der Station zurück und wird im Staffelfinale Opfer eines Attentats von Jörg Baumann.                                                                                   |
| Simone Bach               | Susanne Schlenzig        | 152–154, 159–170, 173–176                   | 19 Folgen | Mutter von Alex. Noch-Ehefrau von Helmut. Arbeitet als Prostituierte, u. a. von Jörg. Tötet im Affekt einen Freier und kommt nach Reutlitz. |
| Agnes Herrmann            | Dagmar Bertram           | 151–166, 175–176                            | 18 Folgen | Kleinrolle |
| Denise Hartung            | Edina Robinson           | 151–152, 155–158, 163–166, 169–176          | 18 Folgen | Eiskunstlaufprofi. Trainiert in Haft weiterhin für die Olympischen Spiele. Ex-Affäre von Tom. Wird von Baumann zum Sex und zur Prostitution gezwungen und von Martina zusammengeschlagen, sodass ihre Karriere als Profisportlerin beendet ist. |
| Mareike Vattke            | Sanna Englund            | 153–158, 161–162, 165–168, 171–175          | 17 Folgen | Schwester von Martina. Hat mit ihrer Schwester kaltblütig den eigenen Vater ermordet. Vergewaltigt Tom und versucht Walter zu töten. |
| Martina Vattke            | Judith Sehrbrock         | 153–158, 161–162, 165–168, 171–175          | 17 Folgen | Schwester von Mareike. Hat mit ihrer Schwester kaltblütig den eigenen Vater ermordet. Beginnt eine Beziehung zu Christoph. Verletzt Denise schwer und versucht Walter zu töten.                                                                 |
| Ilse Wünsche geb. Brahms  | Christiane Reiff         | 153–160, 163–164, 169–170, 173–176          | 16 Folgen | Küchenhilfe in der JVA. Ehefrau von Gregor Wünsche. Versucht sich als Autorin. |
| Jeanette Bergdorfer       | Christine Schuberth      | 151–152, 155–158, 161–164, 167–170, 175–176 | 16 Folgen | Reinigungskraft in der JVA. Prostituiert sich im Gefängnis. |
| Elke Meier                | Maren Schumacher         | 151–152, 155–156, 161–164, 167–170, 173–176 | 16 Folgen | Darstellerwechsel ab dieser Staffel (Rolle wurde zuvor von Monika Guthmann verkörpert) Affäre von Tom. Treibt auf der Station krumme Geschäfte.                                                                                                 |
| Ursula „Uschi“ König      | Barbara Freier           | 151–152, 155–156, 159–160, 165–166, 170–176 | 15 Folgen | Entlarvt Anna als Täterin. |
| Anna Talberg              | Bettina Kramer           | 153–160, 165–166, 169–173                   | 15 Folgen | Mutter von Jan und Lilli. Entwickelt ein gestörtes Verhältnis zu Männern und tötet in ihrem Wahn unter anderem Horst Dahnke. Wird in eine Psychiatrie gebracht.                                                                                 |
| Ruth Bächtle              | Katrein Frenzel          | 160–164, 167–176                            | 15 Folgen | Nonne. Tötete einen Polizisten im Affekt. Arbeitet in der Gärtnerei und ehrenamtlich als Seelsorgerin für die Insassinnen. |
| Melanie „Mel“ Schmidt     | Sigrid Schnückel         | 151–153, 167–169, 171–176                   | 12 Folgen | Wird zwischenzeitlich nach Preekow aufgrund ihrer Aggressivität verlegt. |
| Svea †                    | Alexandra von Pervulesco | 153–154, 163–164, 173–174                   | 6 Folgen  | Handlangerin von Melanie. Stirbt bei einem Kampf zwischen den Insassinnen, als sie vom Geländer stürzt. |
| Silke Jakoby †            | Judith von Radetzky      | 159, 164–166                                | 4 Folgen  | Ehemalige Schließerin. Wird inhaftiert, da sie fälschlicherweise der Fluchthilfe bezichtigt wurde. Flüchtet mit Hilfe von Birgit, wird von Jutta für Martina Vattke gehalten und bei dem Fluchtversuch erschossen.                              |

### Gefängnispersonal
| Rollenname                   | Schauspieler       | Folgen                                           | Anzahl    | Bemerkungen und Rollenentwicklung in Staffel 7 |
| ---------------------------- | ------------------ | ------------------------------------------------ | --------- | --- |
| Jutta Elisabeth Adler        | Claudia Loerding   | 151–162, 164–166, 169–173, 175–176               | 22 Folgen | Anstaltsleiterin, heiratet Jörg Baumann. |
| Jörg Johannes Baumann        | Armin Dallapiccola | 151–162, 164–170, 175–176                        | 21 Folgen | Schließer. Heiratet Jutta Adler. Freier von Simone. Vergewaltigt Denise und stiftet einige Intrigen. Nach Birgits Degradierung neuer Stations- und stellvertretender Anstaltsleiter.                     |
| Birgit Schnoor               | Uta Prelle         | 151–154, 157–160, 163–166, 171–174               | 16 Folgen | Stationsleiterin und zeitweise stellvertretende Anstaltsleiterin, wird von Jutta degradiert. |
| Tom Weber                    | Marcus Grüsser     | 151–152, 155–158, 161–164, 167–170, 175–176      | 16 Folgen | früherer Anstaltskoch; Schließer der JVA. Affäre von Elke. Ex-Freund von Anna. Ex-Affäre von Denise. One-Night-Stand von Mona.                                                                           |
| Horst Dahnke †               | Thomas Engel       | 153–156, 159, 163–172                            | 15 Folgen | Schließer, nach Peters Kündigung kurzfristig stellvertretender Anstaltsleiter. Beginnt eine Beziehung mit Anna, die ihn durch eine Giftspritze ermordet. Tritt danach noch in ihren Halluzinationen auf. |
| Peter Kittler                | Egon Hofmann       | 151–152, 155–156, 159, 161–162, 167–168, 171–176 | 15 Folgen | Schließer, während Juttas und Birgits Abwesenheit stellvertretender Anstaltsleiter. Wird zeitweise gekündigt, daraufhin wieder eingestellt und zum Ende der Staffel zum Pförtner degradiert.             |
| Sybille „Möhrchen“ Mohr      | Heidi Weigelt      | 153–160, 165–169, 175–176                        | 15 Folgen | Sekretärin der Anstaltsleitung. |
| Dr. Christoph Columbus Stein | Atto Suttarp       | 153–154, 158–162, 166–168, 171–174               | 14 Folgen | Anstaltsarzt. HIV-Infiziert. Beginnt eine Beziehung zu Martina Vattke und übernimmt die Vormundschaft von Lilli Talberg.                                                                                 |
| Dr. Evelyn Kaltenbach        | Franziska Matthus  | 175                                              | 1 Folge   | Frühere Anstaltsleiterin; arbeitet als Staatssekretärin im Justizministerium. Kommt zu einer Inspektion nach Reutlitz.                                                                                   |

### Angehörige
| Rollenname           | Schauspieler          | Folgen                             | Anzahl   | Bemerkungen und Rollenentwicklung in Staffel 7                                                            |
| -------------------- | --------------------- | ---------------------------------- | -------- | --- |
| Beate „Bea“ Hansen † | Sonia Farke           | 151–152, 157–158, 163–164, 174–176 | 9 Folgen | Ehemalige Schließerin. Freundin von Walter. Wird im Staffelfinale Opfer eines Attentats von Jörg Baumann. |
| Lilli Talberg        | Anna Herrmann         | 153–155, 160, 169, 173–174         | 7 Folgen | Tochter von Anna. Schwester von Jan. Ziehtochter von Christoph.                                           |
| Helmut Bach          | Christoph Hemrich     | 159–161, 165–167, 169              | 7 Folgen | Noch-Ehemann von Simone. Vater von Alex.                                                                  |
| Nina Teubner         | Marie-Ernestine Worch | 163–164, 166, 174                  | 4 Folgen | 1. Darstellerin der Rolle (wurde in Staffel 6 vertreten) Walters Ziehtochter.                             |
| Dr. Gregor Wünsche   | Santiago Ziesmer      | 155–157                            | 3 Folgen | Ehemann von Ilse.                                                                                         |
| Jan Talberg          | Benjamin Quaiser      | 155, 158, 173                      | 3 Folgen | Leiter eines Plattenladens. Sohn von Anna. Bruder von Lilli. Ex-Freund von Elke.                          |
| Alex Bach            | Alexander Kaspirik    | 159–160, 169                       | 3 Folgen | Sohn von Simone und Helmut.                                                                               |
| Knut Lassmann †      | Marc Bischoff         | 159–161                            | 3 Folgen | Aufdringlicher Freier von Simone. Wird von Simone im Affekt umgebracht.                                   |
| Dieter Windisch      | Horst Kotterba        | 158                                | 1 Folge  | Ex-Freund von Jutta.                                                                                      |

### Todesfälle der Staffel
| Folge | Person                           | Art des Todes       | Handlung |
| ----- | -------------------------------- | ------------------- | --- |
| 155   | Lutz Brand                       | Erschlagen          | Wird von Anna Talberg in ihrem Wahnsinn mit einem Stein erschlagen. |
| 155   | N.N.                             | Überfahren          | Ein Obdachloser der von der Polizei zu Unrecht des Mordes an Lutz Brand verdächtigt wird, versucht sich der Festnahme zu entziehen und wird dabei von einem LKW überfahren. |
| 160   | Theo Schmieder                   | Ermordet            | Wird von Anna Talberg in ihrem Wahnsinn vergiftet. |
| 160   | Knut Lassmann                    | Erstochen           | Der Freier Knut Lassmann wird von Simone im Affekt mit einem Brieföffner umgebracht.                                                                                        |
| 164   | Georg Meine                      | Koma mit Todesfolge | Stirbt nach einer Zeit im Koma, nachdem Ruth ihn im Affekt erschlug. |
| 165   | Denise Hartungs ungeborenes Baby | Ermordet            | Denise erleidet eine Fehlgeburt, nachdem Jörg Baumann ihr für die Schwangerschaft untaugliche Tabletten untergeschoben hat.                                                 |
| 166   | Silke Jakoby                     | Erschossen          | Während eines Fluchtversuchs wird Silke mit Martina Vattke verwechselt und von Jutta erschossen.                                                                            |
| 171   | Horst Dahnke                     | Giftspritze         | Wird von Anna Talberg in ihrem Wahnsinn vergiftet. |
| 174   | Svea                             | Sturz vom Geländer  | Stürzt bei einer Gruppenprügelei vom Geländer vor den oberen Zellen und stirbt.                                                                                             |
| 176   | Bea Hansen                       | Explosion           | Bea und Walter werden im Liebeswagen Opfer eines Attentats von Jörg Baumann. Bea überlebt dies nicht.                                                                       |